# Storön (vid Pojo, Raseborg)
Storön är en ö i Finland.   Den ligger i kommunen Raseborg i den ekonomiska regionen  Raseborg  och landskapet Nyland, i den södra delen av landet, 80 km väster om huvudstaden Helsingfors. Arean är 0,13 kvadratkilometer.
Terrängen på Storön är mycket platt. Öns högsta punkt är 29 meter över havet. I omgivningarna runt Storön växer i huvudsak barrskog.